# Muzică Industrială
Muzica industrială, caracterizată de adjectivul și termenul de industrial se utilizează pentru a desemna, la modul general, mai multe stiluri aparținând genurilor de muzică electronică și experimentală. Termenul ar fi fost fost prima dată utilizat pentru a descrie sunetul caracteristic, atunci, al proiectelor muzicale existente la casa de discuri "Industrial Records".

## Origine și evoluție
Muzica industrială și-a făcut apariția la începutul anilor 1970. Primele trupe (cum ar fi Throbbing Gristle sau SPK) abordau un stil experimental bazat pe improvizații și sunete electronice. Mai târziu, prin anii 80, un număr de formații asociate cu muzica industrială (Cabaret Voltaire, Clock DVA, Nocturnal Emissions și alții) au început să introducă elemente muzicale mai accesibile iar aceste materiale au continuat să fie atribuite stilului industrial. Astfel termenul de industrial a ajuns să fie folosit pentru o varietate de stiluri diferite, dar care se consideră că ar avea o origine comună.